# Poiana Vărbilău, Prahova
Poiana Vărbilău este un sat în comuna Vărbilău din județul Prahova, Muntenia, România.
Așezarea este atestată documentar în 1429.
Localitatea Poiana Vărbilău constituie unul dintre cele 5 sate componente ale comunei Vărbilău, județul Prahova.
În 2002, are o populație de 1.306 locuitori, cu o densitate de 182,6 loc/kmp.
La sfârșitul secolului al XIX-lea, satul constituia comuna de sine stătătoare Poiana de Vărbilău, care avea 638 de locuitori și 150 de case; pe teritoriul ei funcționau o moară pe râul Vărbilău, o școală mixtă cu 36 de elevi (dintre care 6 fete) și o biserică ortodoxă fondată la 1864 de locuitori. Comuna a fost desființată în 1968, satul fiind inclus în comuna Vărbilău.